# ASJ Soyaux
Die Association Sportive Jeunesse Soyaux-Charente, kurz ASJ Soyaux, ist ein französischer Sportverein aus Soyaux, nahe Angoulême gelegen; der Klub hat durch seine Frauenfußballerinnen landesweit Renommee erlangt. Seine Vereinsfarben sind Blau und Weiß; ihre Spiele trägt die Ligaelf im örtlichen Stade Léo-Lagrange, das rund 400 Zuschauern Platz bietet, oder im Stade Camille-Lebon von Angoulême aus.
Vereinspräsidentin war von 2017 bis zu ihrem Tod im September 2023 Marylin Fort, Ex-Spielerin und Ehefrau des Erfolgstrainers der 1980er Jahre, Claude Fort.

## Geschichte
Gegründet wurde die Frauenfußballabteilung des damals AS Soyaux heißenden Vereins 1968, noch vor der Legalisierung dieses Sports durch den französischen Fußballverband FFF. Noch im selben Jahr bestritt die Frauschaft bei den in der Region Poitou-Charentes traditionellen Volksfesten zum Jahresende erste Spiele gegen Neugründungen aus Angoulême und Ruelle-sur-Touvre. In den ab 1974/75 ausgetragenen Endrunden um die Landesmeisterschaft erreichten Soyaux' Spielerinnen erstmals 1980 das Finale, in dem sie den die 1970er Jahre beherrschenden Frauen von Stade Reims mit 0:2 unterlagen. 1982 trennten sich die rund 50 Fußballspielerinnen von diesem Verein und gründeten die ASJ Soyaux als reinen Frauenklub. Zwei Jahre später erreichten sie erneut das französische Endspiel; darin trafen sie auf die in den 1980ern Reims’ Nachfolge antretenden Seriensiegerinnen der VGA Saint-Maur, die sie mit 1:0 bezwingen konnten und den Landesmeistertitel in die Charente holten. Danach gelang der ASJ noch drei weitere Male der Einzug ins Finale, in dem sie aber 1986 und 1987 gegen Saint-Maur und 1989, wenn auch erst im Elfmeterschießen, gegen Saint Brieuc Chaffoteaux Sports unterlag.
Als die FFF mit Beginn der Saison 1992/93 eine einheitliche höchste Frauenliga einführte, gehörte die ASJ Soyaux zu deren Gründungsmitgliedern und war bis 2010 ununterbrochen darin vertreten. Allerdings gelang ihr lediglich 1996 noch einmal die Vizemeisterschaft. Auch in der Folgezeit trat Soyaux mit Ausnahme zweier Spielzeiten (2010/11 und 2012/13) in der ersten Division an; in der Ewigen Tabelle belegt sie 2022 den fünften Rang hinter Juvisy FCF, HSC Montpellier, Olympique Lyon und Paris Saint-Germain. 2017/18 spielten etwa 150 Mädchen und Frauen im Verein. Dagegen erreichte die ASJ im französischen Frauenpokal, den es seit 2001/02 gibt, bisher noch nie ein Endspiel. Dafür sind aus dem Klub eine Reihe von Nationalspielerinnen hervorgegangen oder haben für ihn gespielt.
Nachdem Überlegungen einer Fusion mit dem FC Angoulême Mitte 2019 gescheitert waren, setzt die Vereinsführung auch weiterhin auf das Konzept eines erfolgreichen, reinen Frauen-Amateurklubs; dazu stehen vergleichsweise bescheidene Mittel (Saisonetat 2018/19: rund 700.000 Euro) zur Verfügung, mit denen der einzige verbliebene Erstdivisionär dieser Art konkurrenzfähig gehalten werden soll. Dass dies ein schwieriges Unterfangen ist, stellte sich im Januar 2020 heraus, als die Direction Nationale du Contrôle de Gestion (DNCG), das finanzielle Kontrollorgan des Verbands, der ASJS mehrere Ausgabenbeschränkungen auferlegte und zusätzlich – als erstem Verein der D1F überhaupt – einen 3-Punkte-Abzug am Ende der Saison 2019/20 verhängte. Soyaux beabsichtigte daraufhin die Auslagerung seiner Ligaelf in eine Kapitalgesellschaft (Société Anonyme Sportive, kurz SAS), um den wirtschaftlichen Anforderungen besser gerecht werden zu können. Dennoch wurde Soyaux aufgrund seiner Finanzsituation im Sommer 2022 zunächst sogar in die Division 2 zwangsrelegiert, ehe der Widerspruch des Vereins Erfolg zeigte.
Am Ende der Saison 2022/23 ließ sich der Absturz dann endgültig nicht mehr vermeiden. Die ASJS stieg aus der D1F als abgeschlagenes Tabellenschlusslicht ab, erhielt weder für die zweite noch für die neu gebildete dritte Liga eine Lizenz und gehört 2023/24 nur mehr der Régional 1 an. Der Klub, der in Frankreichs „Ewiger Erstligatabelle“ Rang 5 bekleidet, ist nach 29 Jahren im fußballerischen Oberhaus also auf dem vierthöchsten Niveau angekommen.

## Erfolge
- Französischer Meister: 1984 (und Vizemeister 1980, 1986, 1987, 1989, 1996)

## Bekannte ehemalige Spielerinnen
- Sylvie Bailly
- Charlotte Bilbault
- Anne-Laure Casseleux
- Bernadette Constantin (bis 2010 auch Trainerin der ASJ)
- Corinne Diacre (2010 bis 2013 auch Trainerin der ASJ)
- Corine Franco
- Candie Herbert
- Michèle Mani
- Ophélie Meilleroux
- Françoise Paulhac
- Florence Rimbault
- Siga Tandia
- Nathalie Tarade